# Kobeliarovo
Kobeliarovo este o comună slovacă, aflată în districtul Rožňava din regiunea Košice. Localitatea se află la altitudinea de 455 m deasupra n.m., se întinde pe o suprafață de 12,03 km2 și în 2017 număra 484 de locuitori.

## Istoric
Localitatea Kobeliarovo este atestată documentar din 1466.

## Demografie
| An:                | 1994 | 2004   | 2014   | 2024    |
| ------------------ | ---- | ------ | ------ | ------- |
| Număr de persoane: | 421  | 433    | 457    | 509     |
| Diferență:         |      | +2,85% | +5,54% | +11,37% |

| An:                | 2023 | 2024   |
| ------------------ | ---- | ------ |
| Număr de persoane: | 498  | 509    |
| Diferență:         |      | +2,20% |

## Personalități născute aici
- Pavel Jozef Šafárik (1795 - 1861), filolog, poet.